# Tommaso Cantacuzeno
Tommaso Cantacuzeno (in greco Θωμάς Καντακουζηνός?, Thomás Kantakouzenós, in serbo Тома Кантакузин?, Toma Kantakuzin; ... – 25 luglio 1463) è stato un nobile e generale bizantino, membro della famiglia dei Cantacuzeni, che divenne un Magnate di Serbia ed un generale alle dipendenze di suo cognato il Despota di Serbia Đurađ Branković, marito di sua sorella Irene Cantacuzena.

## Origine
Il bizantinista Donald Nicol, che ha fatto ricerche sulla storia della famiglia, lo identifica categoricamente come fratello di Giorgio Paleologo Cantacuzeno; Giovanni Musachi lo rende fratello di Irene Cantacuzena, moglie del despota serbo Đurađ Branković, ma afferma erroneamente che Tommaso era figlio dell'imperatore Giovanni VI Cantacuzeno, errore che DuCange ripete. È invece più probabile che sia figlio di Teodoro Cantacuzeno.

## Carriera
Fu uno dei tanti greci che entrarono al servizio del despota Đurađ Branković dopo il suo matrimonio con Irene Cantacuzena nel 1414. I documenti ragusei attestano la sua presenza alla corte del despota nel 1433 e nel 1435. Nel 1439 partecipò alla difesa della fortezza di Smederevo contro i turchi ottomani; lo storico Ducas racconta che quando il castello cadde dopo un assedio di tre mesi, tra i difensori che poi resero omaggio al sultano Murad II c'erano il figlio di Branković, Grgur, e Tommaso Cantacuzeno. Nonostante questo atto di sottomissione, Cantacuzeno continuò a combattere per conto del cognato, guidando l'esercito del Despota alla vittoria sul re bosniaco Stefano Tommaso il 16 settembre 1448, che restituì Srebrenica e Višegrad al dominio serbo. Nel 1452 guidò un altro esercito serbo che invase il Principato di Zeta, ma fu sbaragliato il 14 settembre dal vojvoda Stefano Crnojević.
Nonostante la sua posizione, dopo la morte di Đurađ Branković Tommaso non riuscì a proteggere la sorella Irene dalla crudeltà del figlio Lazar. La notte della morte di Irene, il 3 maggio 1457, fuggì da Smederevo ad Adrianopoli, sotto il dominio ottomano, con la nipote Mara e il nipote accecato Grgur.
Tommaso fu chiamato a comparire in tribunale a Ragusa l'11 agosto 1459 e il 18 marzo 1462, ma Nicol dubita che abbia risposto alla convocazione. Gli Annali serbi riportano la sua morte il 25 luglio 1463, subito dopo la caduta del Despotato di Serbia in mano agli Ottomani.

## Ascendenza
|                               |             |                                      | Genitori               |  |  | Nonni |  |  | Bisnonni                |  |  | Trisnonni           |  |
|                               |             |                                      |                        |  |  |       |  |  | Giovanni VI Cantacuzeno |  |  | Michele Cantacuzeno |  |
|                               |             |                                      |                        |  |  |       |  |  | Giovanni VI Cantacuzeno |  |  | Michele Cantacuzeno |  |
|                               |             | Teodora Paleologa Cantacuzena Angela |                        |  |  |       |  |  | Giovanni VI Cantacuzeno |  |  |                     |  |
| Matteo Cantacuzeno            |             |                                      |                        |  |  |       |  |  | Giovanni VI Cantacuzeno |  |  |                     |  |
|                               |             | Irene Asanina                        | Andronico Asen         |  |  |       |  |  |                         |  |  |                     |  |
|                               |             | Irene Asanina                        | Andronico Asen         |  |  |       |  |  |                         |  |  |                     |  |
|                               |             | Irene Asanina                        | N. Tarchanaiotissa     |  |  |       |  |  |                         |  |  |                     |  |
| Teodoro Paleologo Cantacuzeno |             | Irene Asanina                        |                        |  |  |       |  |  |                         |  |  |                     |  |
|                               |             | Demetrio Paleologo                   | Andronico II Paleologo |  |  |       |  |  |                         |  |  |                     |  |
|                               |             | Demetrio Paleologo                   | Andronico II Paleologo |  |  |       |  |  |                         |  |  |                     |  |
|                               |             | Demetrio Paleologo                   | Violante di Monferrato |  |  |       |  |  |                         |  |  |                     |  |
| Irene Paleologa               |             | Demetrio Paleologo                   |                        |  |  |       |  |  |                         |  |  |                     |  |
|                               |             | Teodora Comnena                      | …                      |  |  |       |  |  |                         |  |  |                     |  |
|                               |             | Teodora Comnena                      | …                      |  |  |       |  |  |                         |  |  |                     |  |
|                               |             | Teodora Comnena                      | …                      |  |  |       |  |  |                         |  |  |                     |  |
| Tommaso Cantacuzeno           |             | Teodora Comnena                      |                        |  |  |       |  |  |                         |  |  |                     |  |
|                               | Simeon Uroš | Stefano Uroš III Dečanski            |                        |  |  |       |  |  |                         |  |  |                     |  |
|                               | Simeon Uroš | Stefano Uroš III Dečanski            |                        |  |  |       |  |  |                         |  |  |                     |  |
|                               | Simeon Uroš | Maria Paleologa                      |                        |  |  |       |  |  |                         |  |  |                     |  |
| Giovanni Uroš                 | Simeon Uroš |                                      |                        |  |  |       |  |  |                         |  |  |                     |  |
|                               |             | Tommasa Orsini                       | Giovanni d'Epiro       |  |  |       |  |  |                         |  |  |                     |  |
|                               |             | Tommasa Orsini                       | Giovanni d'Epiro       |  |  |       |  |  |                         |  |  |                     |  |
|                               |             | Tommasa Orsini                       | Anna Paleologa         |  |  |       |  |  |                         |  |  |                     |  |
| Elena Ouresina Doucaina       |             | Tommasa Orsini                       |                        |  |  |       |  |  |                         |  |  |                     |  |
|                               |             | Radoslav Hlapen                      | …                      |  |  |       |  |  |                         |  |  |                     |  |
|                               |             | Radoslav Hlapen                      | …                      |  |  |       |  |  |                         |  |  |                     |  |
|                               |             | Radoslav Hlapen                      | …                      |  |  |       |  |  |                         |  |  |                     |  |
| N. Radoslava                  |             | Radoslav Hlapen                      |                        |  |  |       |  |  |                         |  |  |                     |  |
|                               |             | …                                    | …                      |  |  |       |  |  |                         |  |  |                     |  |
|                               |             | …                                    | …                      |  |  |       |  |  |                         |  |  |                     |  |
|                               |             | …                                    | …                      |  |  |       |  |  |                         |  |  |                     |  |
|                               |             | …                                    |                        |  |  |       |  |  |                         |  |  |                     |  |